# Ronde van Polen (vrouwen)
De Ronde van Polen voor vrouwen werd voor het eerst georganiseerd in 1998. De eerste twee jaren onder de naam Eurosport Tour, van 2000-2006 onder de naam Eko Tour en in 2007 en 2008 als de Ronde van Polen. In 2007 werd de wedstrijd gewonnen door de Nederlandse Kirsten Wild. Van 2009-2015 werd de wedstrijd niet verreden en in 2016 werd de twaalfde editie verreden om vervolgens weer zeven jaar niet georganiseerd te worden. In 2024 werd de dertiende editie gewonnen door de Nederlandse Laura Molenaar. De Poolse Bogumila Matusiak won de rittenkoers als enige tweemaal: in 2005 en 2006.

## Erelijst
| Jaar                              | Eerste             | Tweede                   | Derde                 |
| --------------------------------- | ------------------ | ------------------------ | --------------------- |
| 1998                              | Hanka Kupfernagel  | Susanne Ljungskog        | Sanna Lehtimäki       |
| 1999                              | Judith Arndt       | Jenny Algelid            | Valentina Gerasimova  |
| 2000                              | Lada Kozliková     | Nicole Brändli           | Patricia Hempel       |
| 2001                              | Christina Becker   | Lada Kozliková           | Doris Posch           |
| 2002                              | Valentina Karpenko | Anita Valen-De Vries     | Noemi Cantele         |
| 2003                              | Tatiana Stiajkina  | Valentina Polchanova     | Olga Sljoesarjova     |
| 2004                              | Tatiana Guderzo    | Maja Włoszczowska        | Bogumiła Matusiak     |
| 2005                              | Bogumiła Matusiak  | Volha Hayeva             | Tereza Huřiková       |
| 2006                              | Bogumiła Matusiak  | Grete Treier             | Paulina Bentkowska    |
| 2007                              | Kirsten Wild       | Grete Treier             | Stephanie Pohl        |
| 2008                              | Sara Mustonen      | Aleksandra Boertsjenkova | Liesbeth De Vocht     |
| 2009-2015 wedstrijd niet verreden |                    |                          |                       |
| 2016                              | Jolanda Neff       | Flávia Oliveira          | Tetyana Ryabchenko    |
| 2017-2023 wedstrijd niet verreden |                    |                          |                       |
| 2024                              | Laura Molenaar     | Scarlett Souren          | Katarzyna Wilkos      |
| 2025                              | Chiara Consonni    | Linda Zanetti            | Kathrin Schweinberger |

## Meervoudige winnaars
| Overwinningen | Renster           | Jaren      |
| ------------- | ----------------- | ---------- |
| 2             | Bogumiła Matusiak | 2005, 2006 |

## Overwinningen per land
| Overwinningen | Land                               |
| ------------- | ---------------------------------- |
| 3             | Duitsland                          |
| 2             | Italië, Nederland, Oekraïne, Polen |
| 1             | Tsjechië, Zweden, Zwitserland      |

Mannen: 1928 · 
1929 · 
1930-1932 · 
1933 · 
1934-1936 · 
1937 · 
1938 · 
1939 · 
1940-1946 · 
1947 · 
1948 · 
1949 · 
1950-1951 · 
1952 · 
1953 · 
1954 · 
1955 · 
1956 · 
1957 · 
1958 · 
1959 · 
1960 · 
1961 · 
1962 · 
1963 · 
1964 · 
1965 · 
1966 · 
1967 · 
1968 · 
1969 · 
1970 · 
1971 · 
1972 · 
1973 · 
1974 · 
1975 · 
1976 · 
1977 · 
1978 · 
1979 · 
1980 · 
1981 · 
1982 · 
1983 · 
1984 · 
1985 · 
1986 · 
1987 · 
1988 · 
1989 · 
1990 · 
1991 · 
1992 · 
1993 · 
1994 · 
1995 · 
1996 · 
1997 · 
1998 · 
1999 · 
2000 · 
2001 · 
2002 · 
2003 · 
2004 · 
2005 · 
2006 · 
2007 · 
2008 · 
2009 ·
2010 ·
2011 ·
2012 ·
2013 ·
2014 ·
2015 ·
2016 ·
2017 ·
2018 ·
2019 ·
2020 · 2021 · 2022 · 2023 · 2024 · 2025
Vrouwen: 1998 · 1999 · 2000 · 2001 · 2002 · 2003 · 2004 · 2005 · 2006 · 2007 · 2008 · 2009-2015 · 2016 · 2017-2023 · 2024 · 2025